# Non dirlo al mio capo
Non dirlo al mio capo è una serie televisiva italiana trasmessa in prima visione su Rai 1 dal 2016 al 2018, co-prodotta da Rai Fiction e Lux Vide, con protagonisti Vanessa Incontrada e Lino Guanciale.

## Trama
Napoli. Lisa Marcelli è una giovane vedova in difficoltà economiche alla ricerca di un posto di lavoro. Con uno stratagemma si fa assumere come praticante avvocato nello studio legale di Enrico Vinci, un uomo affascinante ma con un brutto carattere, al quale nasconde l'esistenza dei suoi due figli, Mia e Giuseppe.
Allo studio suscita la gelosia di Marta Castelli, ambiziosa e desiderosa di sposare Enrico Vinci, che non sembra interessato.
A casa invece si fa aiutare e consigliare da Perla Cercilli, la nuova vicina e improbabile baby-sitter, che forse in circostanze normali non avrebbe mai frequentato.

## Episodi
| Stagione         | Episodi | Prima TV |
| ---------------- | ------- | -------- |
| Prima stagione   | 12      | 2016     |
| Seconda stagione | 12      | 2018     |

## Personaggi e interpreti

### Personaggi principali
- Lisa Marcelli, interpretata da Vanessa Incontrada (st. 1-2). Donna rimasta vedova del marito, si è sposata ai tempi in cui frequentava l'università, abbandonando gli studi per concentrarsi sui suoi figli, infatti è diventata madre in giovane età. Ha sempre avuto un brutto rapporto con suo padre, ha sposato il marito Alberto principalmente per allontanarsi dall'odiato genitore. Tradita dal marito che l'ha anche lasciata senza un soldo e con alcuni debiti, Lisa si vede costretta a crescere da sola e tra mille difficoltà i due figli, Mia e Giuseppe. Inizia quindi a lavorare come praticante presso lo Studio Vinci, che per clientela vanta molta della Napoli altolocata, negando però l'esistenza dei figli (dopo numerosi colloqui andati a finire male) per evitare di essere licenziata. Lisa è una persona dolce e gentile, ma a tratti un po' ingenua, e questo rappresenta un problema quando si scontra con il freddo e competitivo mondo dell'avvocatura, sebbene spesso le sue iniziative e le sue intuizioni si rivelino determinanti per aiutare Enrico nei casi su cui lavora. Cerca sempre il buono in tutti, ma questo lato del suo carattere la porta a non vedere la natura meschina della gente, cosa che la rende un bersaglio facile. Anche se non ama mentire lo ritiene necessario avendo capito che in un mondo di privilegi a lei proibitivi, è l'unico modo per farsi strada. Non cede alle provocazioni, questo perché odia i conflitti. Lei e Enrico hanno una visione diversa sia sul lavoro che sulla vita: Lisa è una donna passionale che preferisce un approccio più emotivo, mentre Enrico è più distaccato oltre a volere sempre il controllo su tutto; i due però nonostante le proprie differenze si innamorano, ma non riescono subito a chiarire i loro sentimenti, specialmente per via del carattere livoroso di Enrico. Le cose peggioreranno quando Enrico scoprirà dalla collega di studio Marta che Lisa ha dei figli, proprio dopo che Lisa, riuscita a guadagnarsi la fiducia del suo capo, otterrà la metà delle quote dello studio. Dopo aver lavorato come praticante, Lisa diventa avvocato superando gli esami. Nonostante l'amore per Enrico, la donna inizia una relazione prima con Fabrizio, professore della scuola frequentata da Mia, e poi con Diego, con il quale arriva a un passo dal matrimonio. Sarà lei a scagionare Enrico dall'accusa di omicidio della moglie Nina, rischiando però di morire a causa di un colpo di pistola sparato dal vero assassino. Per fortuna Lisa sopravvive, e allora Enrico riesce finalmente a dichiararsi, accettando anche i figli di Lisa, Mia e Giuseppe.
- Enrico Vinci, interpretato da Lino Guanciale (st. 1-2). Titolare dello Studio Vinci, ereditato dal padre, con il quale ha sempre avuto un pessimo rapporto, Enrico è un avvocato di successo, donnaiolo, disilluso ed egocentrico. Cresciuto nella Napoli bene, è brutalmente sincero, e per sua stessa ammissione ciò che odia di più sono i bugiardi. Assumerà Lisa come sua assistente, malgrado siano spesso in disaccordo, per poi innamorarsene, sebbene la natura prepotente di Enrico e la sua arroganza hanno sempre ostacolato i loro sentimenti, le cose si complicano quando scoprirà da Marta che Lisa ha dei figli, restandone deluso. Per molto tempo ha nascosto a Lisa di avere una moglie, Nina, che ha lasciato nel momento in cui ha scoperto il tradimento con Diego, amico di lunga data e anch'egli avvocato. Non si fida della gente dato che più volte è stato ferito, ma pur essendo un uomo intelligente sembra non capire che spesso sono i suoi comportamenti meschini a spingere le persone a tradirlo: Nina per esempio gli era stata infedele perché lui la trascurò mentre Lisa gli ha mentito sui suoi figli solo perché Enrico per capriccio non voleva assumere una donna con famiglia. Come ha ammesso più volte, non è bravo a capire le persone. Lisa, che spesso ha il ruolo di sua bussola morale, sembra l'unica che possa tirare fuori il suo lato più emotivo, che lui in genere tiene nascosto come meccanismo di difesa: infatti Enrico a dispetto delle apparenze ha un buon cuore, ed è un uomo sensibile. Malgrado la sua natura marcatamente sicura di sé, tende a entrare in vere e proprie crisi di panico nei momenti di tensione, oltre a soffrire di claustrofobia. Da piccolo aveva un fratello, Tommaso, morto in un incidente e che scoprirà essere suo fratellastro in quanto la madre aveva concepito Enrico mentre aveva una storia extraconiugale con l'ex collega del marito. Scoprirà di avere ancora un fratello in vita dal vero padre che vive a Roma, scoperto grazie all'incoraggiamento di Lisa stessa, con cui stringerà un bel rapporto. In seguito all'uccisione di Nina, lo stesso Enrico sarà il principale indiziato, salvo essere scagionato subito dopo da Lisa e Massimo. Enrico abbandona ogni desiderio di prevaricazione su Lisa avendo capito che il proprio atteggiamento non gli permetteva di essere felice, inoltre non riuscendo più a nascondere i sentimenti che prova per lei, inizia una relazione con Lisa, imparando finalmente ad accettare anche i suoi figli.
- Perla Cercilli, interpretata da Chiara Francini (st. 1-2). È la baby sitter di Mia e Giuseppe. Il suo vero nome è in realtà Assuntina Capotondi. All'inizio non ne vuole sapere dei suoi nuovi vicini ma presto diventa loro amica e consigliera. Il suo slogan è: "Mi occupo ma non mi preoccupo". Si presenta come una donna mondana e superficiale che pensa solo ad apparire bella, ma in realtà è una persona sensibile, si affeziona subito a Mia e Giuseppe e inoltre spinge sempre Lisa a tirare fuori il suo lato combattivo. È incredibilmente intuitiva e perspicace, parla senza filtri e dice sempre tutto quello che pensa, risultando spesso inopportuna e irriverente, ma alle volte anche saggia e intelligente. Considera Lisa la sua migliore amica, e in un certo senso impara ad amare Mia e Giuseppe come se fossero dei figli. Inizia a lavorare nello studio Vinci come segretaria. Sebbene avesse dichiarato inizialmente di non poter avere figli, scoprirà poi di aspettare un bambino dal marito Rocco.
- Marta Castelli, interpretata da Giorgia Surina (st. 1). Avvocatessa, è la penalista dello Studio Vinci, è stato Enrico ad assumerla dopo aver preso il posto di suo padre alla direzione dello studio, come Marta afferma da quando è stata assunta non ha mai perso una causa. Lei e Enrico hanno avuto una breve relazione nel passato, di cui però è ancora invaghita, e sebbene lei ed Enrico non abbiano mai smesso di essere amanti, lui a stento le presta attenzione, non avendo mai provato per Marta un sincero sentimento affettivo. In realtà anche se Marta sembra innamorata di Enrico, è implicito che il vero motivo per cui vuole stare con lui è perché ritiene che come sua compagna avrebbe maggiori possibilità di diventare socia paritaria dello studio, infatti in più di un'occasione ha tradito un latente astio nei confronti di Enrico, in parte giustificabile dato che lui non la tratta quasi mai con rispetto. In un primo momento sembra prendere in simpatia Lisa, pur non astenendosi dal ridicolizzarla proprio per via della sua natura competitiva, ma poi inizierà a vederla come un ostacolo comprendendo subito che Enrico prova dei sentimenti per lei. Nonostante la sua arroganza, è molto insicura, ed è sempre ossessionata dall'aspetto fisico. Quando scopre che Lisa ha dei figli si prende una rivincita contro Enrico rivelandoglielo in modo da ferirlo, ma anche nella speranza di cacciare via Lisa, ma il piano non va a buon fine dato che Enrico aveva già nominato Lisa socia dello studio (la carica a cui Marta aveva sempre ambito) questo probabilmente è il motivo per cui ha lasciato lo Studio Vinci
- Mia Marcelli, interpretata da Ludovica Coscione (st. 1-2). Figlia quindicenne di Lisa, è quella a cui manca di più il padre fra tutti. È una brava ragazza, anche se a volte troppo orgogliosa ed emotiva. Spesso si fa prendere troppo dai suoi sentimenti non tenendo conto di quelli degli altri, ma sa anche essere affettuosa e altruista. Come unico amico ha Romeo, di cui è innamorata, tanto che dopo poco si mettono insieme. La relazione viene condizionata in un secondo momento, oltre che dal carattere difficile del ragazzo, da Aurora, sua zia (essendo la sorellastra minore di Lisa) e coetanea, che riuscirà a portarglielo via, sebbene poi Romeo la lascerà tornando insieme a Mia, l'unica che ama veramente.
- Romeo Ruggeri, interpretato da Saul Nanni (stagione 1-2). Romeo è il migliore amico di Mia e suo compagno di scuola. Soffre di leucemia, in un primo momento decide di non combattere contro la sua malattia rassegnandosi alla morte, ma Enrico e Mia lo convincono a lottare e dopo una lunga terapia riesce a guarire. Dovrà affrontare la separazione dei suoi genitori, che erano rimasti insieme solo per via delle sue pessime condizioni di salute. Ha un fratello minore a cui vuole molto bene.  È innamorato di Mia ma in seguito la mollerà per Aurora, salvo pentirsene, e infatti lui e Mia ritornano insieme.
- Giuseppe Marcelli, interpretato da Davide Pugliese (st. 1) e Christian Monaldi (st. 2). Secondo figlio di Lisa, è un bambino molto intelligente per la sua età. Si lega molto facilmente agli uomini probabilmente perché sente la mancanza di una figura maschile nella sua vita. Vuole molto bene a sua madre e la sostiene sempre.
- Nina Valentini, interpretata da Sara Zanier (st. 2, guest 1). Moglie di Enrico, avvocatessa di successo, specializzata in diritto matrimoniale, a detta di Enrico è la migliore nel suo settore. Viene da una buona famiglia nella quale il padre è anch'egli un grande avvocato. Avvenente e competitiva, sotto molti aspetti è uguale a Enrico, come lui è meschina, arrogante e provocativa. Lei e il marito vivevano a Londra, ma lui la lascerà dopo averla scoperta in flagrante mentre lo stava tradendo. Arrivata a Napoli per cercare di riconquistare Enrico, cercherà in tutti i modi di far fuori Lisa poiché la ritiene un ostacolo, avendo capito che Enrico la ama. Non manca mai occasione per sminuire o umiliare Lisa; è evidente che Nina nel suo egocentrismo odia Lisa perché non accetta che il marito possa aver amato un'altra oltre a lei. Come viene sottolineato più volte Nina rappresenta l'ideale di donna di Enrico, ma paradossalmente è questo il motivo per cui quest'ultimo non è mai stato capace di amarla sinceramente, avendola sempre messa sul piedistallo piuttosto che creare con lei un vero legame. Enrico, sentendo il dovere di dare al loro matrimonio una seconda possibilità, tornerà con lei, anche perché il padre di Nina si ammala gravemente, anche solo per prendersi cura di lei. Enrico al suo fianco è infelice, per via dell'influenza di Lisa comprende ormai di non volere più una vita perfetta e che Nina non è la donna giusta per lui, Enrico la lascerà definitivamente avendo compreso di amare Lisa in una maniera in cui Nina non potrebbe mai essere amata. Nina verrà uccisa da un investigatore privato assunto da lei stessa per indagare su Lisa, ma che inavvertitamente aveva scoperto che l'amante con cui tradì Enrico era proprio l'amico Diego, iniziando così a ricattarla.
- Massimo Altieri, interpretato da Gianmarco Saurino. (st. 2). L'ultimo arrivato nello studio Vinci. È ambizioso e intelligente, apparentemente inappuntabile, inflessibile e distaccato sul lavoro, ha un debole per le belle ragazze, ma crede anche nei valori della giustizia e della moralità. Enrico è severo ma anche apprensivo nei suoi riguardi. Massimo scoprirà che proprio Enrico aveva difeso l'assassino dei suoi genitori, un ragazzo dell'alta società che li uccise mentre si trovava al volante di un'auto in stato di ebbrezza; nonostante l'iniziale disprezzo nei confronti di Enrico, lo perdonerà, tanto che lui e Lisa lo scagioneranno dall'accusa di omicidio per la morte di Nina.
- Cassandra Reggiani, interpretata da Aurora Ruffino (st. 2). È stata l'assistente di Nina a Londra, ed è la nuova praticante dello Studio Vinci. Ama lavorare da sola, non solo perché è autonoma, ma anche perché ha difficoltà a gestire il rapporto con gli altri. È multidipendente, infatti ha problemi con le droghe e gli alcolici, ma soprattutto con il sesso, tanto che si lega emotivamente a ogni uomo con cui va a letto arrivando a esserne ossessionata al punto di mettere in atto vere e proprie persecuzioni. La sua vita è stata pesantemente condizionata dal padre, essendone la figlia illegittima, nata dalla storia con un'amante. Va molto d'accordo con Lisa, e in seguito si innamorerà di Massimo, nonostante i dissapori iniziali, con cui avrà una breve relazione.
- Rocco Tancredi, interpretato da Antonio Gerardi (st. 2, guest 1). È il marito di Perla, ed è un imprenditore di successo, sebbene spesso si sia meritato la nomea di truffatore. Per un po' di tempo, a causa di gravi accuse penali per frode, vivrà agli arresti domiciliari in casa di Lisa. Perla lo aveva tradito poiché si sentiva in colpa per il fatto che non poteva avere figli. Si affezionerà molto al piccolo Giuseppe.
- Aurora Luchetti, interpretata da Beatrice Vendramin (st. 2). Sorellastra diciassettenne di Lisa, arriva nella seconda stagione. È affetta da disturbo di personalità che la spinge a vivere le emozioni negative con troppa intensità, e per questo scombussolerà il rapporto tra Mia e Romeo. Sua madre si tolse la vita e proprio come Lisa anche lei ha un pessimo rapporto con il padre, così da abbandonarlo per trasferirsi a Napoli con la sorella, che in tribunale otterrà la potestà di Aurora. Lei e Mia litigano spesso, ma nel profondo si vogliono molto bene.

### Personaggi secondari
- Jacopo Forti, interpretato da Federico Riccardo Rossi (st. 1). Jacopo era il praticante dello studio Vinci. Timido ed impacciato, ma potenzialmente un ottimo avvocato, subisce in silenzio gli sfoghi di Enrico che lo vorrebbe trasformare in un suo clone, cancellando la sua immagine da bravo ragazzo un po' nerd. Con le donne non ci sa fare molto, cosa che non gli renderà facile gestire la sua cotta per Claudia, ma i due poi inizieranno una relazione e lui le chiederà di sposarlo.
- Claudia Tagliacozzo, interpretata da Gloria Radulescu (st. 1). Era la segretaria dello studio, ma è apparentemente negata per il suo lavoro. Va molto orgogliosa dei suoi capelli e della sua pettinatura a boccoli. All'inizio non fa che parlare del suo paese in provincia lasciato da poco, della famiglia di cui sente la mancanza e di Nicola, il suo fidanzato storico per cui stravede. Ma in seguito Claudia, subìto il fascino di Napoli, non si sente più molto legata al suo paese e lascerà Nicola. Avendo capito di essere più ambiziosa di quanto pensasse, si iscriverà all'università. Si innamorerà di Jacopo e quando lui le chiederà di sposarlo lei gli risponderà di sì. Sia lei che Jacopo non appaiono nella seconda stagione.
- Fabrizio Del Corso, interpretato da Andrea Bosca (st. 1). Fabrizio incontra Lisa per caso e se ne innamora. All'inizio vi sono delle incomprensioni con Giuseppe che però si risolvono presto. Inoltre è il professore di Mia, motivo per cui lei è imbarazzata. Benché cerchi di non farlo capire, Enrico odia vederlo insieme a Lisa. Fabrizio ha un pessimo rapporto con suo padre per il fatto di essere stato abbandonato insieme al fratello. Lui e Lisa si lasceranno da buoni amici, essendo lei innamorata di Enrico.
- Virginia Conti, interpretata da Miriam Candurro (st. 1). Era la donna con la quale il marito di Lisa l'aveva tradita. Lisa la perdonerà dato che il marito le aveva rivelato di essere sposato solo dopo che Virginia si era innamorata di lui. Avrà un figlio di nome Paolo, si presume che il padre del bambino sia il suo ex socio in affari che l'ha abbandonata poco dopo averla messa incinta, Lisa si offre di aiutarla economicamente, ma Virginia, pur apprezzando la sua gentilezza, rifiuta il suo aiuto.
- Giusto Vinci, interpretato da Massimo De Francovich (st. 1). È il padre di Enrico e Tommaso, sebbene in seguito si scoprirà che il primo non è veramente suo figlio, infatti la moglie Rossella aveva concepito Enrico tradendo Giusto con l'ex collega Emiliano Cestrilli. Giusto allontanò Emiliano dalla sua famiglia dandogli del denaro con la promessa che si sarebbe preso cura di Enrico. È il fondatore dello Studio Vinci, a suo tempo è stato un grande avvocato, più volte è stato descritto come un uomo freddo, severo e emotivamente assente, a quanto pare Tommaso era l'unica persona che amava. Sembra che nei primi anni Giusto fosse stato un padre affettuoso nei riguardi di Enrico, ma tra i due avvenne lo strappo fatale quando Tommaso morì in un incidente in barca mentre era con Enrico e quest'ultimo fu incolpato della tragedia. Da allora Giusto ha trattato Enrico con freddezza e distacco. Quando gli verrà diagnosticato l'Alzheimer sarà ricoverato in una clinica, in seguito morirà a causa di una polmonite.
- Cristina Ruggeri, interpretata da Magdalena Grochowska (st. 1). È la madre di Romeo, lei e la famiglia affronteranno un difficile calvario a causa della leucemia di Romeo, ma alla fine lui guarirà. Nella seconda stagione si scopre che lei e il marito si stanno separando dato che non erano più innamorati l'uno dell'altra, e che erano rimasti insieme solo per via della malattia di Romeo.
- Giacomo, interpretato da Daniele Rampello (st. 1). Giovane ragazzo che con Mia condivide la passione per il nuoto, i due intraprenderanno una breve relazione, suscitando la gelosia di Romeo. Ciò nonostante Mia lo lascerà, essendo innamorata solo di Romeo.
- Emiliano Cestrilli, interpretato da Massimo Wertmüller (st. 1). È il vero padre di Enrico.
- Diego Venturi, interpretato da Iago García (st. 2). Avvocato italo-spagnolo e vecchio amico di Enrico. Affascinante, passionale e sicuro di sé, è un donnaiolo, si innamorerà di Nina (nonostante sia la moglie di Enrico) e i due diventeranno amanti, sebbene poi Nina decida di lasciarlo per cercare di ricostruire il suo matrimonio. Arrivato a Napoli proverà a riconquistare Nina, ma poi se la toglierà della testa quando conoscerà Lisa. Diego e Lisa inizieranno una relazione, cosa che farà soffrire Enrico; anche i figli di Lisa lo prenderanno in simpatia, tanto da sembrare decisi a seguire lui e la madre a Barcellona. Quando viene a sapere del tradimento con Nina, Lisa lo lascerà, essendo in realtà innamorata di Enrico.

## Produzione
La serie è stata pubblicizzata attraverso un breve crossover con un'altra serie della stessa rete e della stessa casa di produzione, Don Matteo. Infatti, al termine della decima stagione di quest'ultima, appare una scena aggiuntiva per anticipare Non dirlo al mio capo, che sarebbe andata in onda pochi giorni dopo. Don Matteo sostituisce un sacerdote napoletano morto a 102 anni e incontra Lisa, che si rifugia nella sua chiesa dicendogli di non dire ad Enrico che ha due figli. 
Dati gli ottimi ascolti della prima stagione, la serie viene confermata per una seconda. Dopo le due stagioni, la serie è stata cancellata.
La serie è stata girata a Civitavecchia e a Napoli.

## Distribuzione
La prima stagione è stata trasmessa in prima visione sulla rete ammiraglia della Rai dal 28 aprile al 30 maggio 2016.
La seconda stagione è stata messa in onda, sempre in prima serata, su Rai 1 dal 13 settembre al 18 ottobre 2018.
Contestualmente alla distribuzione televisiva lineare, la serie è stata distribuita anche in streaming dalla piattaforma RaiPlay.